# Tegna
Pour les articles homonymes, voir Tegna (homonymie).
Tegna est une localité et une ancienne commune située dans la commune de Terre di Pedemonte, dans le cercle de Melezza du district de Locarno, canton du Tessin, en Suisse.

## Géographie

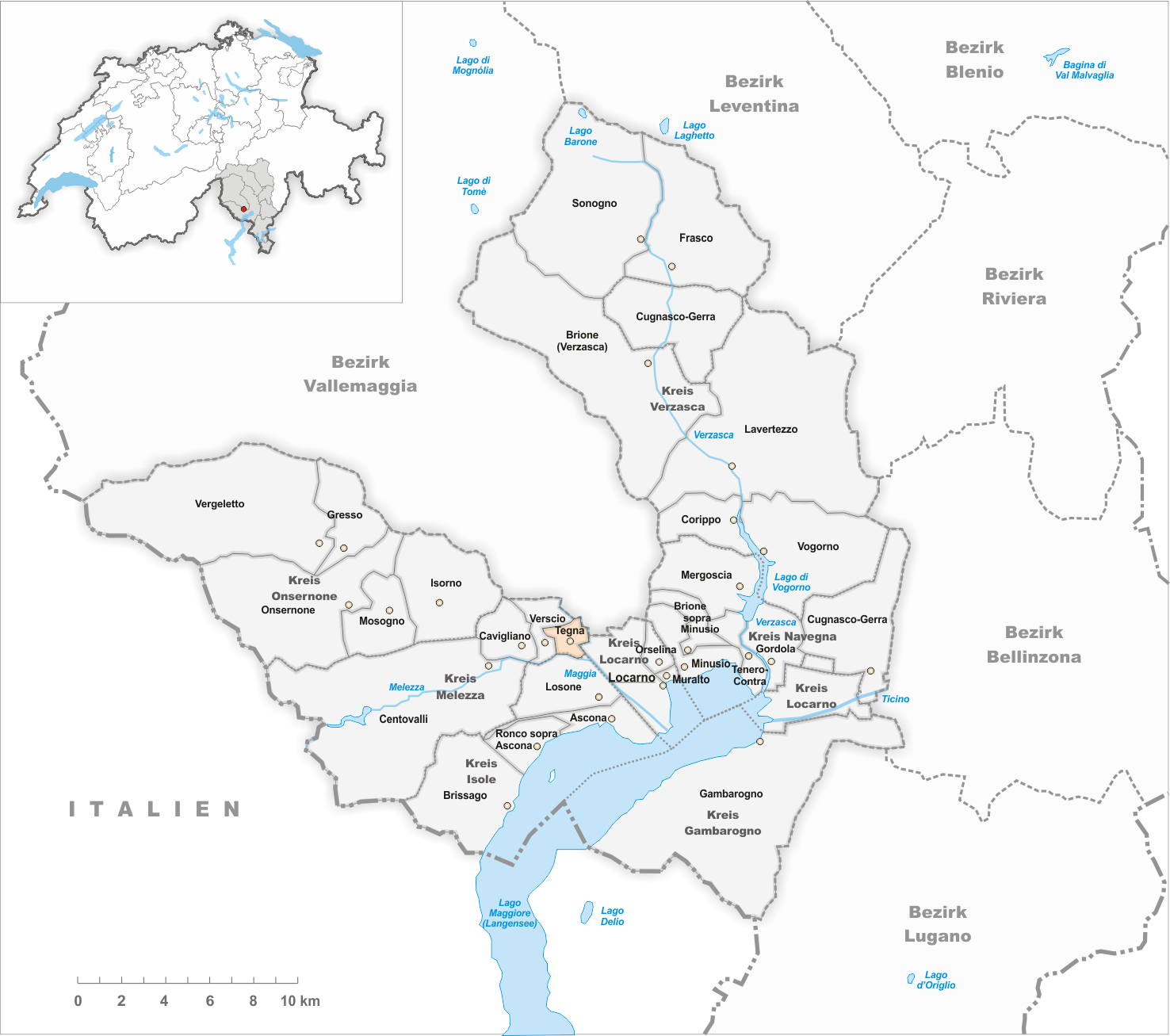
Localisation de Tegna dans le district de Locarno

Tegna est située dans la basse vallée de l'Onsernone. La commune comprenait le hameau de Ponte Brolla est traversée par les rivières Maggia et Melezza. Elle avait une superficie de 2,89 km².
Tegna est à 21 km au sud-ouest de Bellinzone et à 26 km de Lugano. Les communes voisines étaient Avegno Gordevio, au nord-est, Locarno, au sud-est, Losone, au sud, et Verscio, à l'ouest et au nord-ouest.

### Climat
| Mois                              | jan. | fév. | mars | avril | mai | juin | jui. | août | sep. | oct. | nov. | déc. |
| --------------------------------- | ---- | ---- | ---- | ----- | --- | ---- | ---- | ---- | ---- | ---- | ---- | ---- |
| Température minimale moyenne (°C) | −2   | −1   | 1    |       |     |      |      |      |      | 7    | 2    | −1   |
| Température maximale moyenne (°C) | 6    | 8    | 12   |       |     |      |      |      |      | 16   | 10   | 6    |

## Histoire

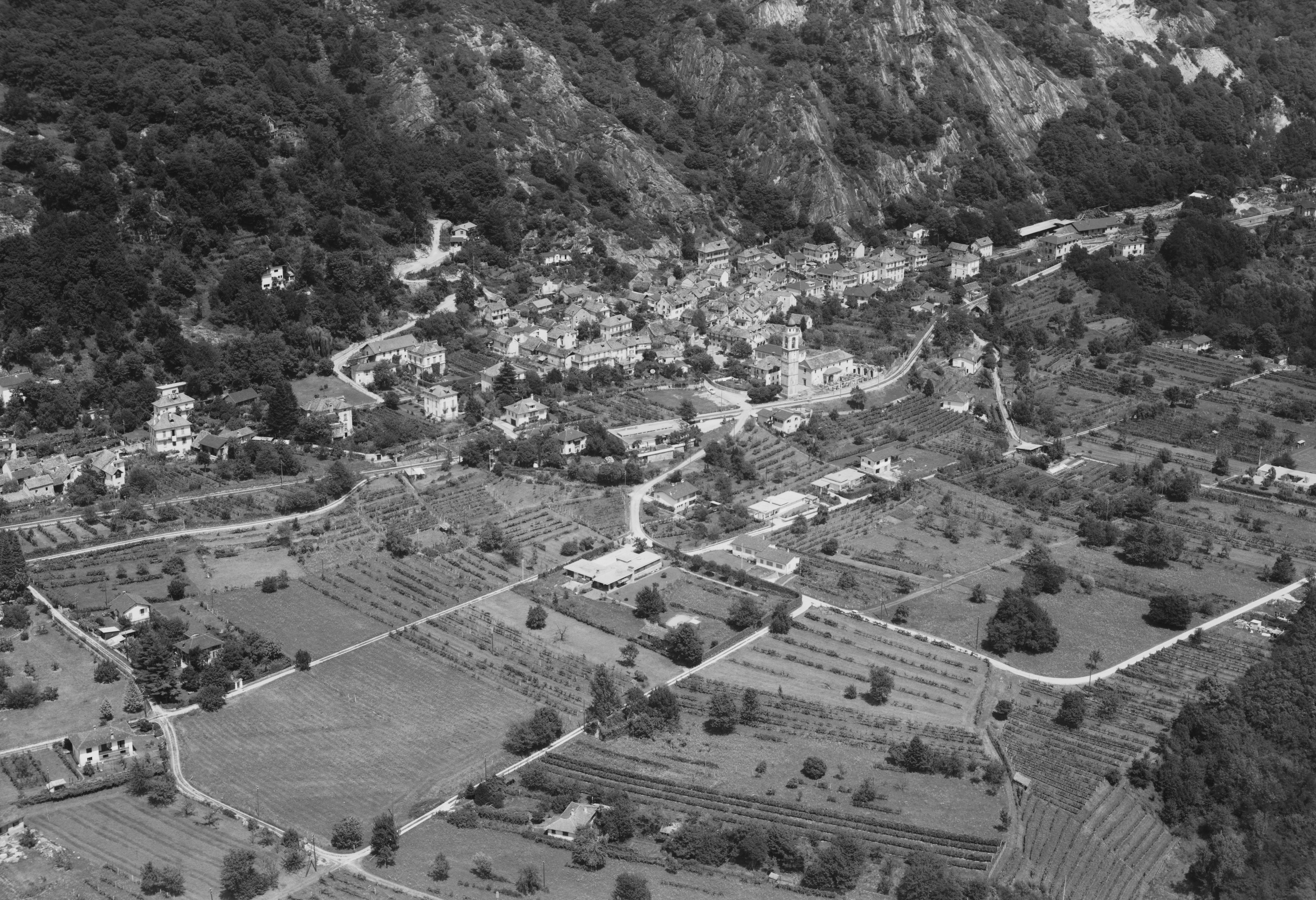
Photo aérienne (1964)

En 1464, le Patriciat de Tegna se sépare du Patriciat de la grande commune de Pedemonte.
Le 22 septembre 2002, un vote consultatif a lieu, concernant le projet de fusion des municipalités de Tegna, Verscio et Cavigliano, pour former la nouvelle municipalité de Pedemonte. L'opposition des électeurs de Tegna conduit à l'abandon du projet. Ces mêmes communes acceptent leur fusion en 2012 pour former la nouvelle commune de Terre di Pedemonte. La fusion est effective depuis le 14 avril 2013.

## Démographie
Au 31 décembre 2009, la commune de tegna compte 743 habitants, avec une densité de population de 257 habitants au kilomètre carré.
| 2000 | 2001 | 2004 | 2005 | 2007 | 2008 | 2009 |
| ---- | ---- | ---- | ---- | ---- | ---- | ---- |
| 824  | 760  | 786  | 760  | 749  | 740  | 743  |

## Administration
Le préfixe téléphonique de Tegna est 091. Le maire est Omar Balli à partir du 20 avril 2008. La langue officielle est l'italien. Le fuseau horaire est UTC + 1 et UTC + 2 à l'heure d'été.

### Le patriciat
Le patriciat regroupe, dans le Patriciat général des terres de Pedemonte et Auressio, toutes les familles originaires du lieu depuis suffisamment longtemps. Il administre les biens indivis de la communauté, comme les bois, les pâturages, les monts et les alpages, et est responsable de l'entretien des objets, routes, ponts, sentiers, sources et fontaines. Depuis la seconde moitié du XXe siècle, peuvent aussi en faire partie les patriciennes mariées avec un non-patricien et ses enfants.
Le Patriciat de Tegna collabore avec le Patriciat de la grande commune de Pedemonte et Tegna, qui regroupe des terres qui n'ont pas été divisées lors de la séparation de 1464.

## Tourisme
Le village de Tegna est connu pour son « puits » et le ravin de Ponte Brolla. Cette zone rocheuse et sablonneuse, en bordure de la rivière Maggia, est très fréquentée par les touristes, durant l'été. On y pratique le beach volley, le sepak takraw et les concours de boules.
Tegna comporte trois hôtels.

### Monuments
- Église de Santa Maria Assunta.
- Oratoire de la Madonna delle Scalate ou de Sainte Anne.

## Personnalités liées à la commune
- Rico Jenny (Bâle, 1896 - Tegna, 1961), photographe.
- Gottardo Zurini (Tegna, 1746 - Riva San Vitale, 1815), archiprêtre de Riva San Vitale et homme politique.
- Hannah Arendt, philosophe, séjournait à l'hôtel Barbatè.
- Patricia Highsmith, (Fort Worth,TX 1921- Tegna, 1995) auteure/écrivain.

## Transports
L'aéroport le plus proche est celui de Lugano-Agno, à 24,6 km.